# Lubomyr Melnyk
Pour les articles homonymes, voir Melnyk.
Lubomyr Melnyk (né le 20 décembre 1948 à Munich) est un pianiste et compositeur canadien d'origine ukrainienne,,.
Il est connu pour sa technique du jeu ininterrompu, une manière de jouer au piano avec des séries de notes exceptionnellement rapides et complexes qu'il accompagne d'habitude de résonances sympathiques et de partiels, générés à l'aide d'une pédale.
Ces partiels s'allient ou se choquent en fonction de changements d'harmonie. Lubomyr compose essentiellement pour piano bien que des œuvres de musique orchestrale et de musique de chambre figurent également parmi ses créations.

## Biographie
À l'époque de son séjour à Paris de 1973 à 1975, le musicien gagnait sa vie en jouant pour des cours de danse moderne, plus particulièrement en collaboration avec Carolyn Carlson à l'Opéra de Paris. C'est à cette période qu'il entreprend la création de la musique en continu.
Melnyk a composé plus de 120 œuvres, principalement pour piano solo et piano double mais aussi pour du piano avec ensemble.
Pour décrire au mieux les procédés physiques et mentaux propres à sa musique, le compositeur a écrit un traité à TEMPS OUVERT: l'Art de La Musique en continu (1981) et 22 Études, le tout présenté comme une source pour l'apprentissage de sa méthode.
En 1985 à la Sigtuna Stiftelsen en Suède, Lubomyr Melnyk établit deux records mondiaux relatifs au jeu au piano : au cours d'un concert enregistré, il a joué avec chaque main jusqu'à 19.5 notes par seconde tout en maintenant une vitesse de jeu entre 13 et 14 notes pendant une heure complète.

## Discographie
- KMH: Piano de la Musique dans le Mode Continu (1979)
- Lund - Saint-Petri Symphonie (1983)
- Concert-Requiem (1983)
- Poslaniye (1983)
- Le Chevalier De Pierre (1983)
- La Chanson de Galadriel (1985)
- Les restes de l'Homme / La Fontaine (1985)
- Vague-Lox (1985)
- La Voix Des Arbres (1985)
- NICHE / NOURRIR / NICHE-signaux xon (1988)
- Un Portrait de Petlura le jour où il a été tué {Lyrrest} (1989)
- Il A Été Révélé À Nous, Que L'Homme Est Le Centre De L'Univers (1993)
- Les hirondelles (1994)
- Vocalise et Antiennes (1991-1994)
- Au-Delà de la Romance (2010)
- L'Auto-Lumineux (2011)
- Les moulins à vent (2013)
- Corollaires (2013, Erased Tapes Records)
- Trois Pièces En Solo (2013)
- Evertina (2014, Erased Tapes Records)
- Les rivières et les Ruisseaux (2015, Erased Tapes Records)
- illirion (2016, Sony Classical Enregistrements)
- Fallen trees (2018, Erased Tapes Records)
- The Sacred Thousand (2023)

## Sources
- Simon, Philippe, "Le piano magique de Lubomyr Melnyk", Le Temps, Suisse, 2 septembre 2016
- ARTE, "Lubomyr Melnyk à l’ARTE Concert Festival", site Internet, 29 avril 2016
- Association Rock Tympans, "Lubomyr Melnyk", site Internet